# Awilda (Salzburg)

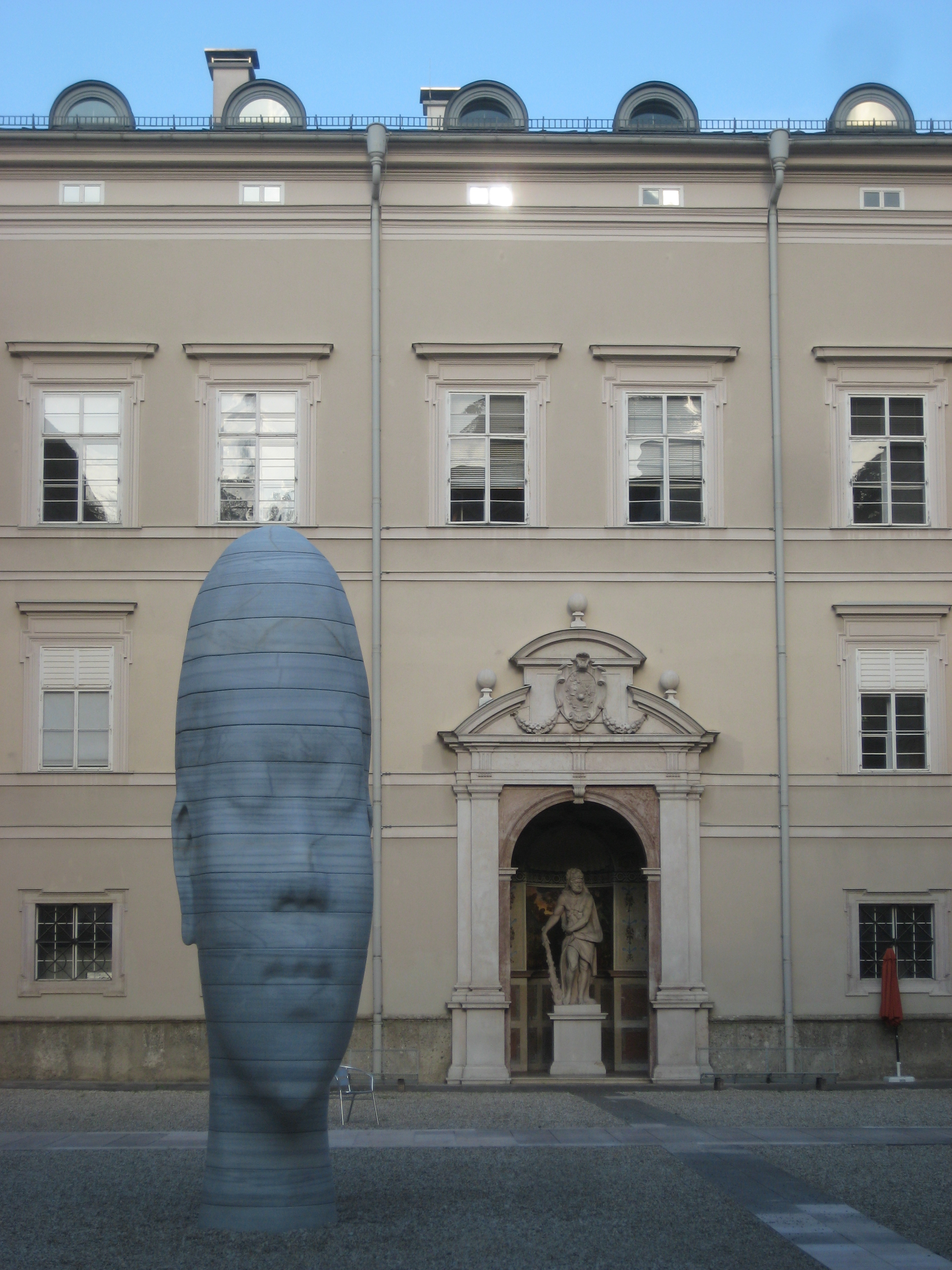
Awilda

Awilda ist eine Marmorskulptur in der Dietrichsruh im Komplex der Universität Salzburg in der Altstadt von Salzburg. Es wurde im Rahmen des „Kunstprojektes Salzburg“ 2010 vom katalanischen Künstler Jaume Plensa geschaffen.

## Das Kunstwerk

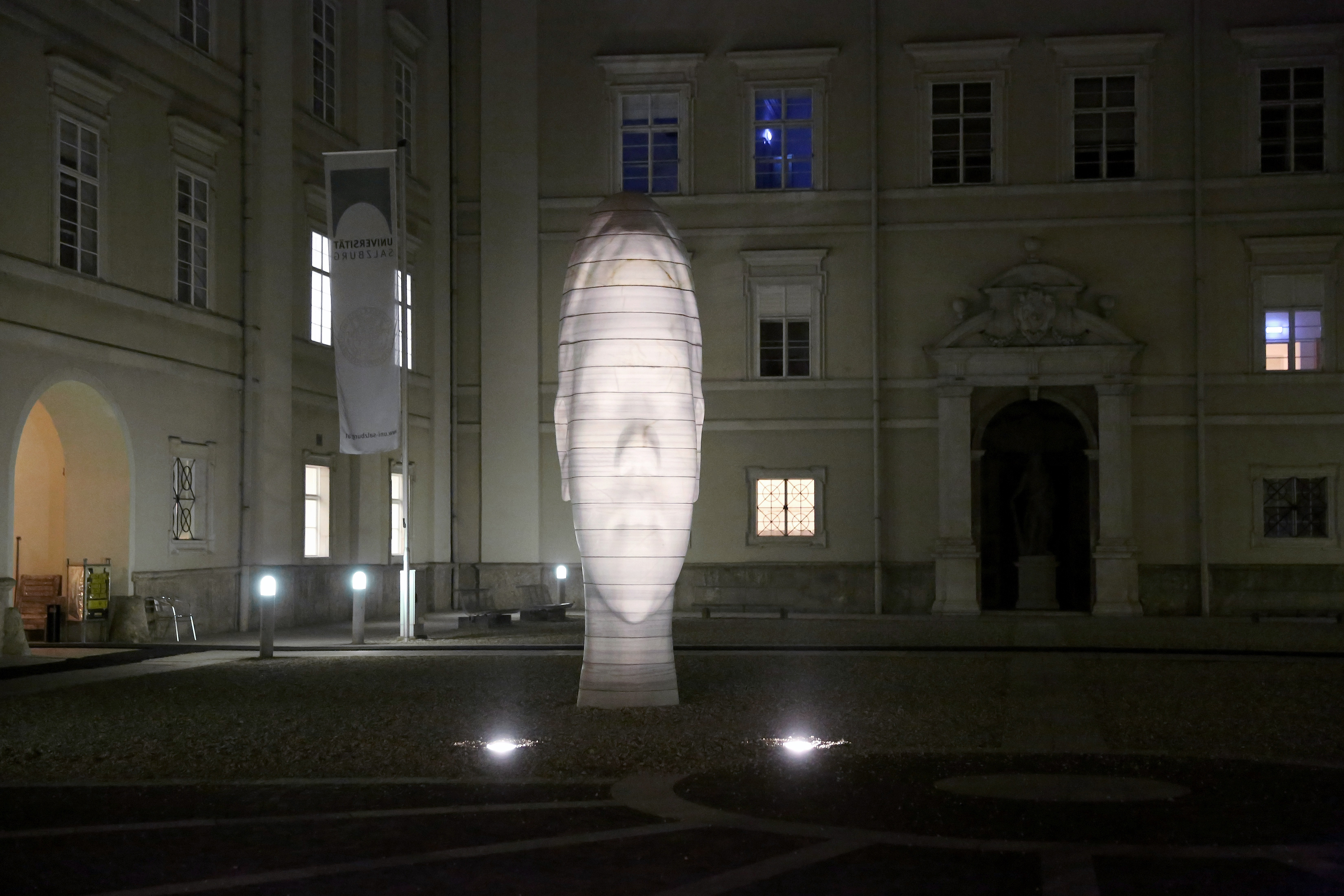
Awilda

Das achte Werk für das „Kunstprojekt Salzburg“ ist ein monumentaler, fünf Meter hoher Kopf eines Mädchens mit karibischen Gesichtszügen. Sie wurde aus weißem Marmor aus Spanien geschaffen.
Die Figur strahlt eine außergewöhnliche Ruhe und etwas Rätselhaftes aus. Die Skulptur scheint, als würde sie aus dem Boden wachsen und vereint dadurch Distanz und Nähe gleichermaßen. Für den Betrachter stellt das Kunstwerk eindeutig einen weiblichen Kopf dar, erzeugt jedoch Irritationen. Diese Irritationen erzeugte Plensa dadurch, dass er den Kopf nicht aus einem Block fertigte, sondern aus zwanzig einzelnen Marmorscheiben, die zwar alle gleich hoch sind, jedoch unterschiedliche Durchmesser haben. Diese Platten sind auf einen im Bodenverankerten Stahlstab gelegt worden. Dadurch scheint der Kopf zu schwingen, sich in die Höhe zu schrauben und nach oben und unten zu fließen.
Für Jaume Plensa haben die einzelnen Schichten jedoch nicht nur formbildende, sondern auch inhaltliche Gründe. Sie charakterisieren über Jahrhunderte gewachsenen „Schichten von Menschlichkeit“ in Salzburg, die der Künstler beobachtet hatte.
Im Entstehungsprozess des Kunstwerkes waren folgende Gedanken für Plensa wichtig: „Awilda kommt aus Santo Domingo. Sie ist einer dieser Menschen, die auf der Suche nach einem besseren Leben nach Europa gekommen sind. Mein Ziel ist es, mit ihrem Gesicht eine Portion Zukunft inmitten unserer alten Traditionen einzubringen. Die außergewöhnliche Geschichte der Stadt Salzburg besteht aus zeitlich übereinanderliegenden Schichten von Menschlichkeit. Eine Ablagerung. Awilda repräsentiert die enorme Kapazität, die ein anonymer Mensch hat, die tägliche Geschichte mit aufzubauen, auch wenn dies normalerweise von den großen Namen und dem politischen Geschehen überdeckt wird. Das alltägliche Leben verwandelt sich in etwas Übersinnliches. Ein Fest des Volkes.“ (Jaume Plensa)
Dieser Gedanke führte Plensa auch zur Entscheidung, die Skulptur in der „Dietrichsruh“ aufzustellen. Der Ort ist stark frequentiert, und Treffpunkt für Studenten aus aller Welt. Da der Kopf an einem Eingang der Universität steht ist hier auch ein Ort des Kennenlernens, der Erkenntnis, Offenheit und Forschung. Für Plensa ist das die perfekte Kulisse für  Awilda.

## Hintergrund
Dieses Kunstwerk ist auf eine Initiative der Salzburg Foundation zurückzuführen. Diese wurde 2001 als Privatinitiative gegründet und versteht sich als eine moderne Form des Mäzenatentums. Bei diesem Projekt, welches keine öffentlichen Subventionen erhält, geht es darum, internationale Künstler für die Stadt Salzburg zu begeistern und sie zu animieren, ein spezifisches Kunstwerk für einen Platz ihrer Wahl zu schaffen. Der Einladung folgten Künstler wie Manfred Wakolbinger, Anselm Kiefer, Mario Merz, Marina Abramović, Markus Lüpertz, James Turrell, Stephan Balkenhol, Christian Boltanski, Erwin Wurm, Brigitte Kowanz, Tony Cragg und eben auch Jaume Plensa.
Dieses Projekt wurde von der Würth-Gruppe finanziert und befindet sich auch in deren Besitz.